# Albaniola gambarii
Albaniola gambarii es una especie de escarabajo del género Albaniola, familia Leiodidae. Fue descrita por Rampini y Zoia en 1995.

## Distribución
Se encuentra en Albania.